# ميكي بلوك
ميكي بلوك (بالإنجليزية: Micky Block)‏ (28 يناير 1940 في المملكة المتحدة - ) هو لاعب كرة قدم بريطاني في مركز جناح ‏. لعب مع تشيلسي ونادي برينتفورد ونادي واتفورد ونادي تشيلمسفورد.

## وصلات خارجية
- ميكي بلوك على موقع قاعدة بيانات كرة القدم.إي يو (الإنجليزية)